# پول (نوشهر)
پول شهری است از توابع بخش کجور شهرستان نوشهر در استان مازندران ایران که درمنطقه البرز مرکزی قرار دارد. پول در ابتدا روستا بود و در پاییز ۱۳۹۰ به شهر ارتقاء یافته‌است.

## جغرافیا
پول از شهرهای شمالی ایران، در غرب مازندران واقع است. آب و هوای پول استپی خشک با تابستان‌های گرم و خشک و زمستان‌های سرد است. سرمای زمستانی، تأثیرپذیرفته از ارتفاع بالا و توپوگرافی کوهستانی منطقه‌است. آب و هوای این شهر در تابستان‌ها خشک و گرم است؛ اگرچه حرارت به دلیل نزدیکی به کوه‌های بلند و وجود باغ‌ها در پیرامون شهر تعدیل می‌گردد.

## منطقه کجور
محدوده تاریخی کجور از شمال به دریای مازندران از غرب به رود چالوس از شرق به سولده (نور) و از جنوب به دره نور محدود می‌شود. منطقه کجور به همراه کلارستاق، لنگا، تنکابن، سختسر و هوسم بخشی از رویان کهن بود که بعدها رسمتدار نام گرفت. رویان کهن از نواحی غربی طبرستان محسوب می‌شده‌است.

## موقعیت
این شهر نوپا در دامنه‌های شمالی البرز مرکزی واقع است. از لحاظ ارتباطی نیز از یک طرف به جاده چالوس و از طرف دیگر نیز به نور و آب پری منتهی مگردد. از دیگر راه‌های آن می‌توان از مسیر خاکی و جنگلی روستای ویسر به نوشهر نام برد.

## مردم

### زبان
بومیان شهر پول را کجوری‌ها تشکیل می‌دهند. مردم بومی شهر پول به گویش کجوری زبان طبری سخن می‌گویند. بومیان شهر پول از قومیت طبری هستند و به طوایف خزایی، ناظمی، مشایخ، رمضانی، حسینی، شیخی، کیاکجوری، دیوج، پورزال، رحیمی و … تقسیم می‌شوند که به گویش کجوری زبان طبری سخن می‌گویند. مهاجران خواجوند نیز به گویش خواجوندی گویش می‌کنند. این دسته از خواجوندها از منطقه بیجار کردستان (گروس) به کجور مهاجرت نمودند. بزرگترین طایفه مهاجر شهر پول طایفه خزایی می‌باشد.

### جمعیت
بر اساس سرشماری سال ۱۳۹۵ جمعیت این شهر برابر با ۳٬۱۵۰ نفر جمعیت بوده‌است.

## ادارات
شهر پول در منطقه از اهمیت زیادی برخوردار است به طوری که تقریباً تمام ادارات و مراکز مهم منطقه کجور همانند شهرداری، دفتر شورای شهر، بخشداری، مرکز درمانی بیتوته، آتش‌نشانی، پاسگاه انتظامی، دادگستری، اداره جهاد کشاورزی، اداره مخابرات، اداره آموزش و پرورش، اداره برق و نیروگاه برق، اداره پست، پست بانک، اداره ثبت احوال مرکز، پایگاه حلال احمر، کتابخانه عمومی، سالن ورزشی سرپوشیده، اداره محیط زیست، واحد منابع طبیعی، دفتر شورای بخش، مرکز ثبت اسناد کجور، پمپ بنزین و … در اینجا واقع شده‌اند و کارگاه‌های خدماتی و تعمیراتی زیادی نیز مشغول به فعالیت می‌باشند.

## آموزش
آموزش در این شهر تا مقطع دیپلم امکان‌پذیر است.

## مرکز درمانی
این شهر دارای مرکز درمانی بیتوته (ارائه خدمات در ساعت اداری ، در ساعت غیر اداری ارائه خدمات به بیماران اورژانسی) می‌باشد.

## مکان‌های تفریحی
- پارک طبیعی، تفریحی توریستی صد انجیلی
- دیو چشمه
- چشمه طالقان
- چشمه پلکانی (پلقنی)
- چشمه سید باقر چشمه
- کوه فراخ
- کوه زرد کمر
- کوه بشم

## شخصیت‌ها
محمد خان خزایی از خان‌های بزرگ دوران شاه بوده و برای آبادانی منطقه پول و کجور زحمات زیادی کشیده. ایشان شخصاً به دیدار رضا شاه رفت و در مجلس هم یک بار حضور پیدا کرد تا برای عمران و آبادی منطقه با شاه صحبت کند.

## نگارخانه

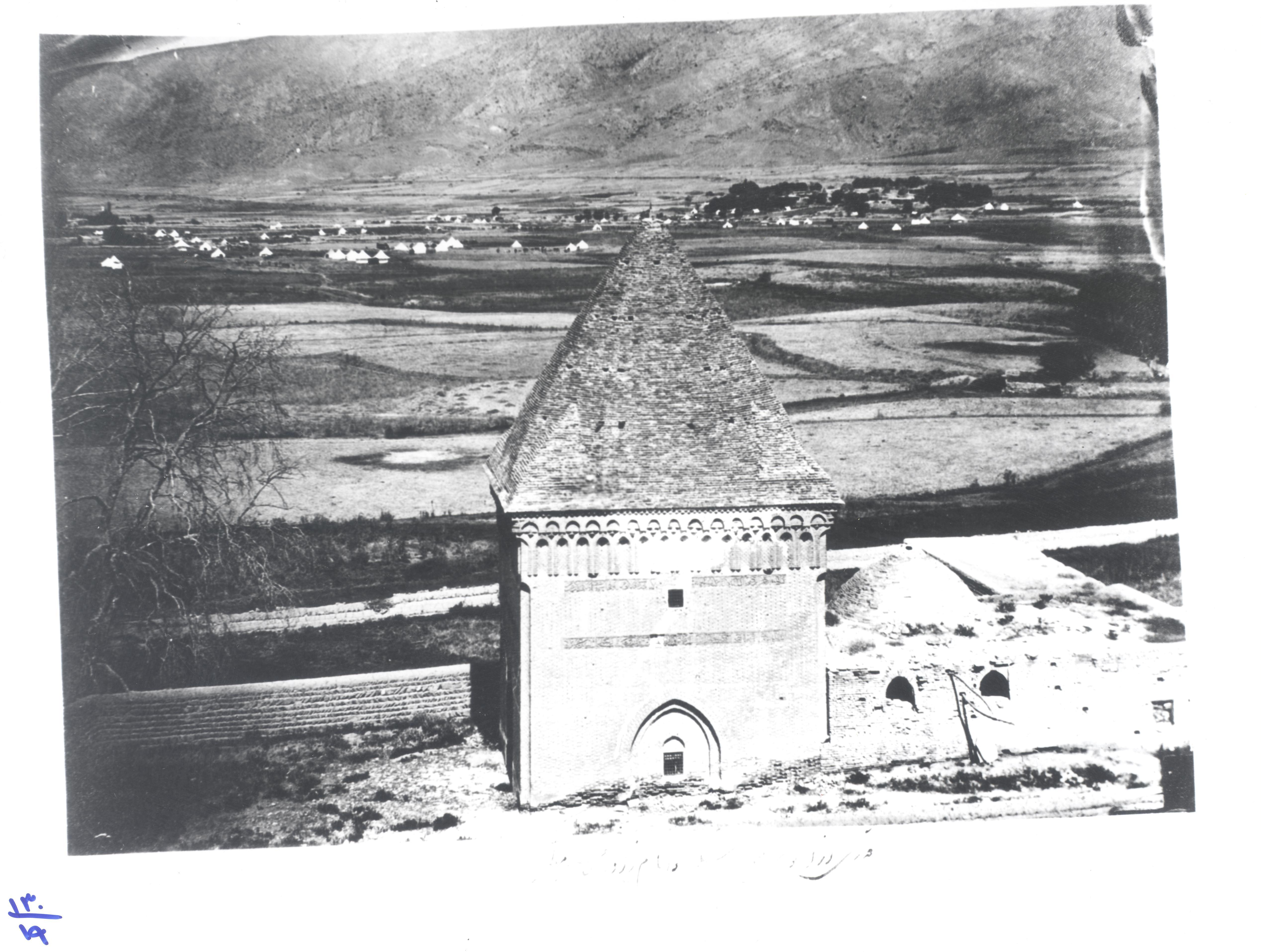
بنای امامزاده در پول به همراه اردوی ناصری در پس زمینه. سال ۱۲۵۴ خ
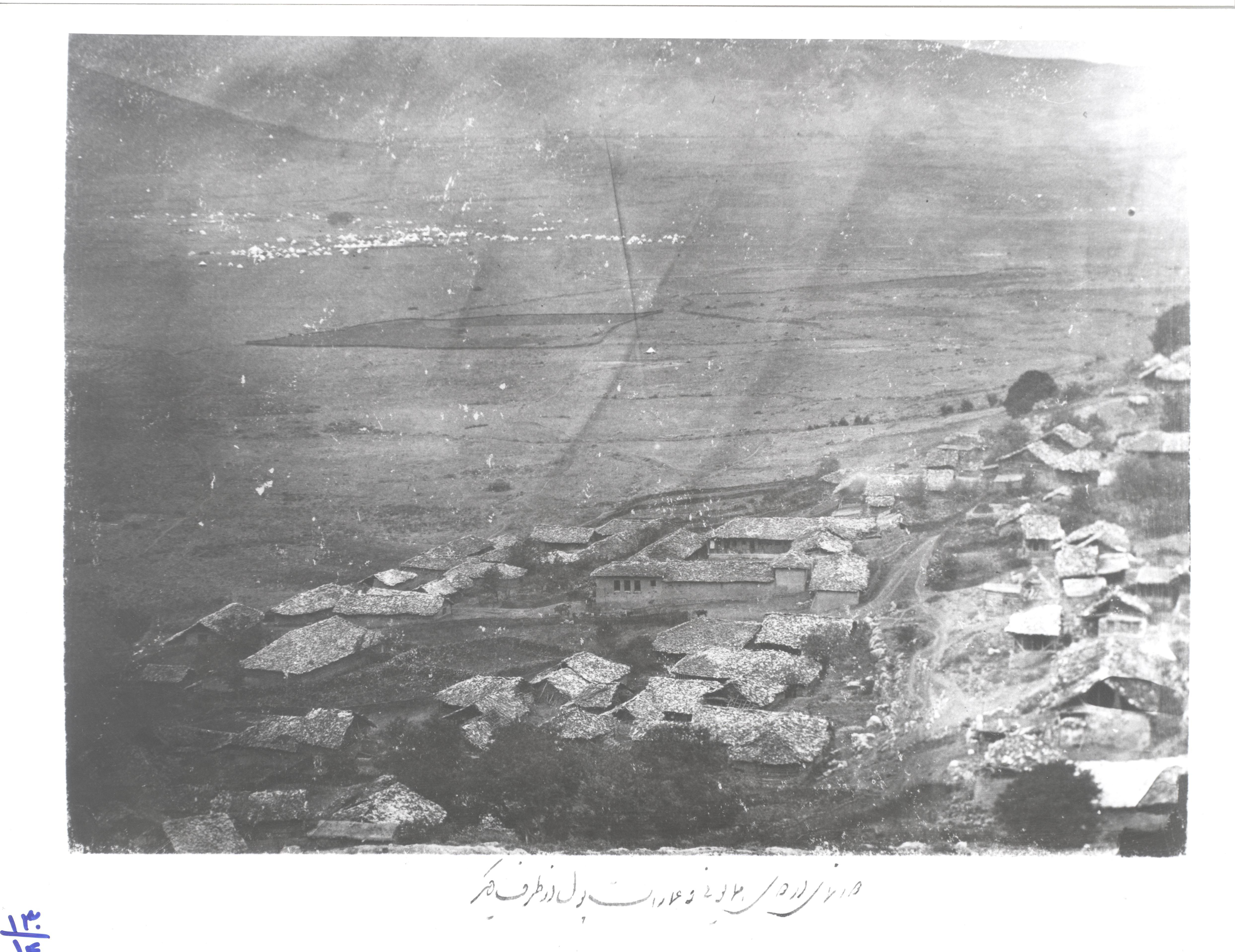
نمای دیگری از پول به همراه اردوی ناصری. سال ۱۲۵۴ خ
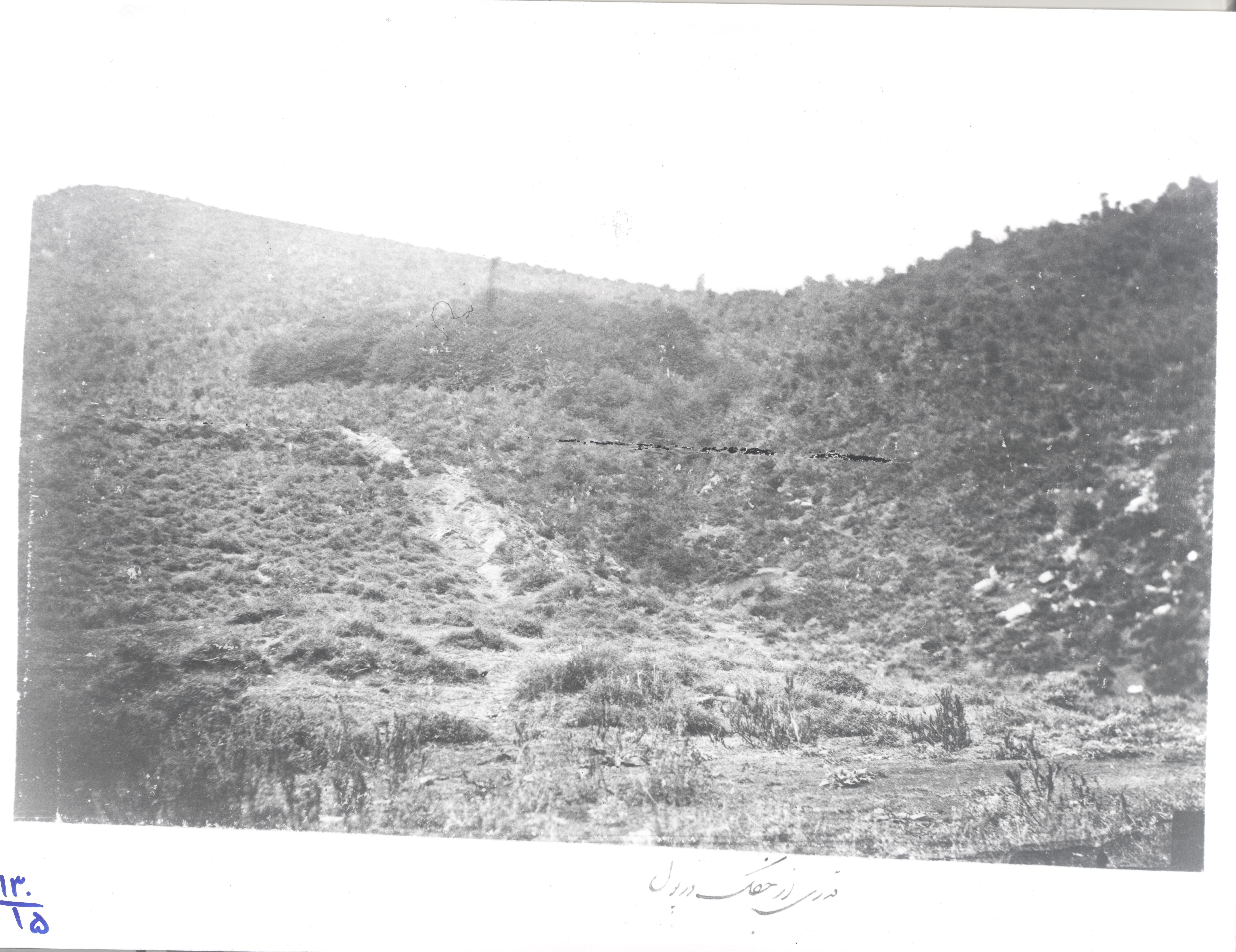
بخشی از جنگل اطراف پول. سال ۱۲۵۴ خ
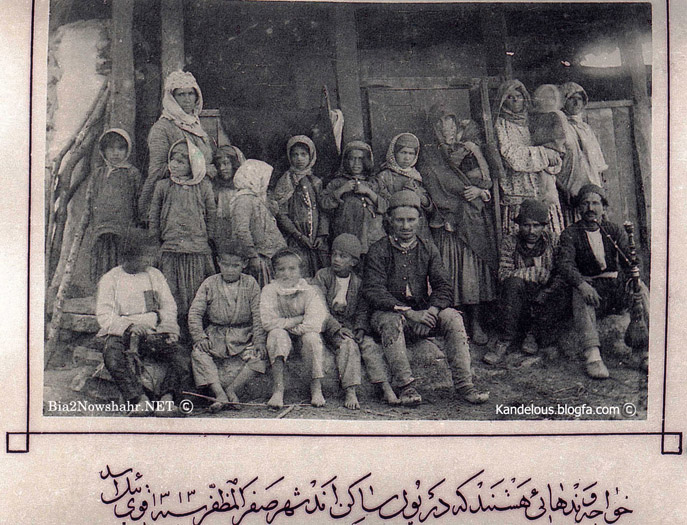
خواجوندهای (کردهای) ساکن پول در سال ۱۲۷۴ خ
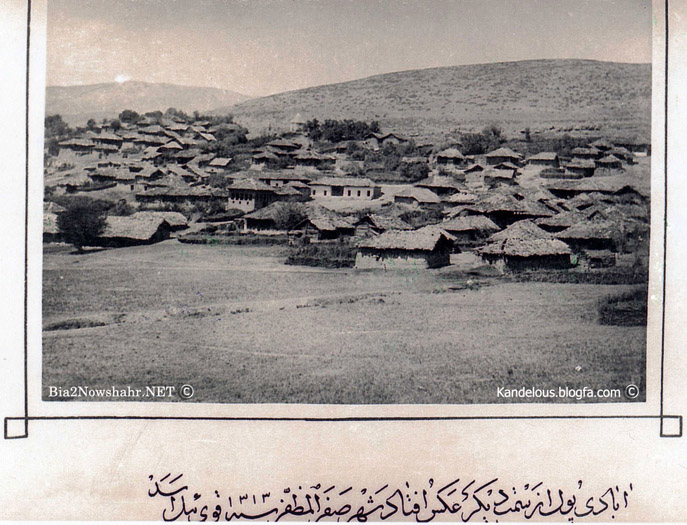
پول در سال ۱۲۷۴ خ
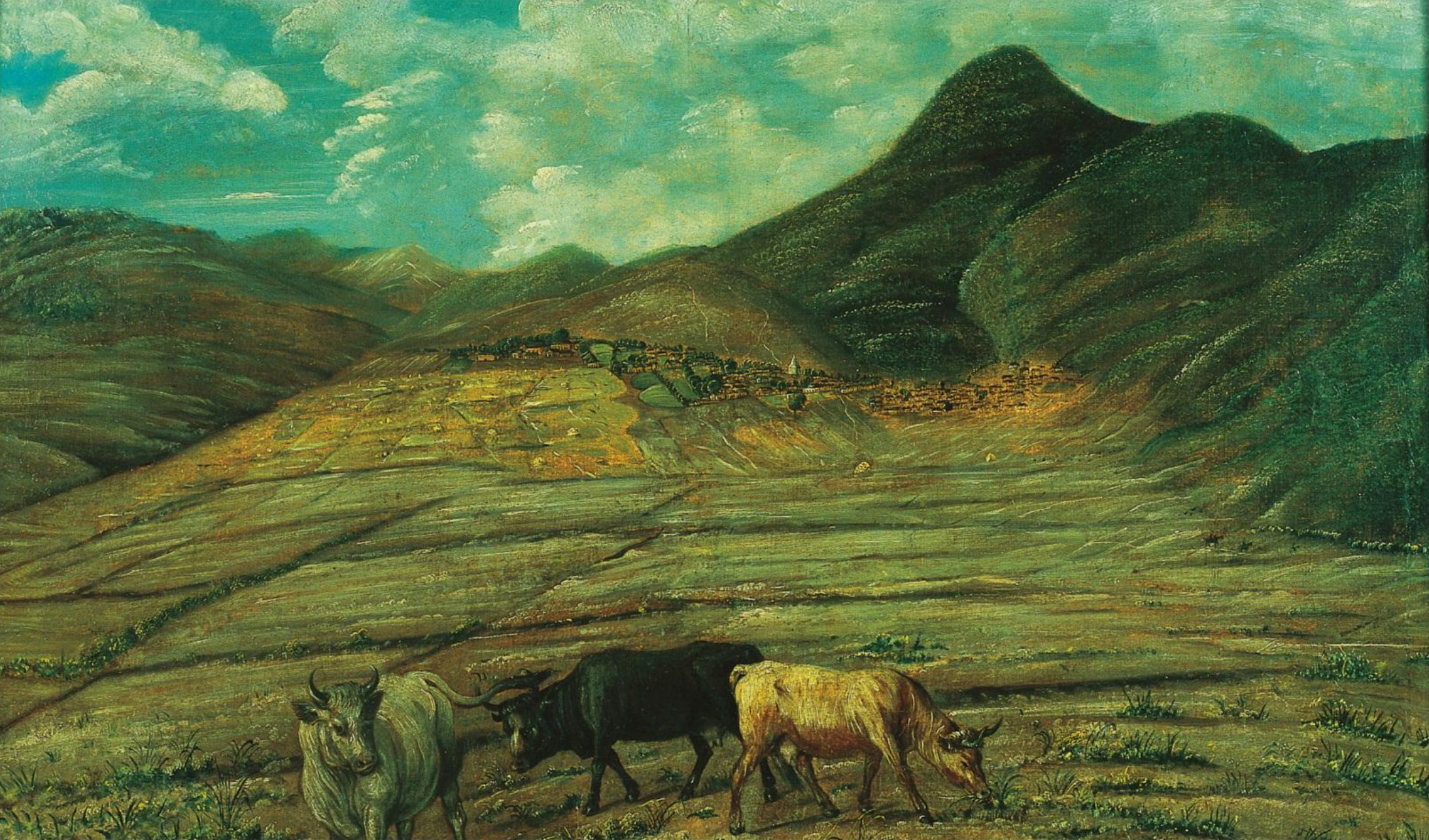
نقاشی کمال الملک از پول
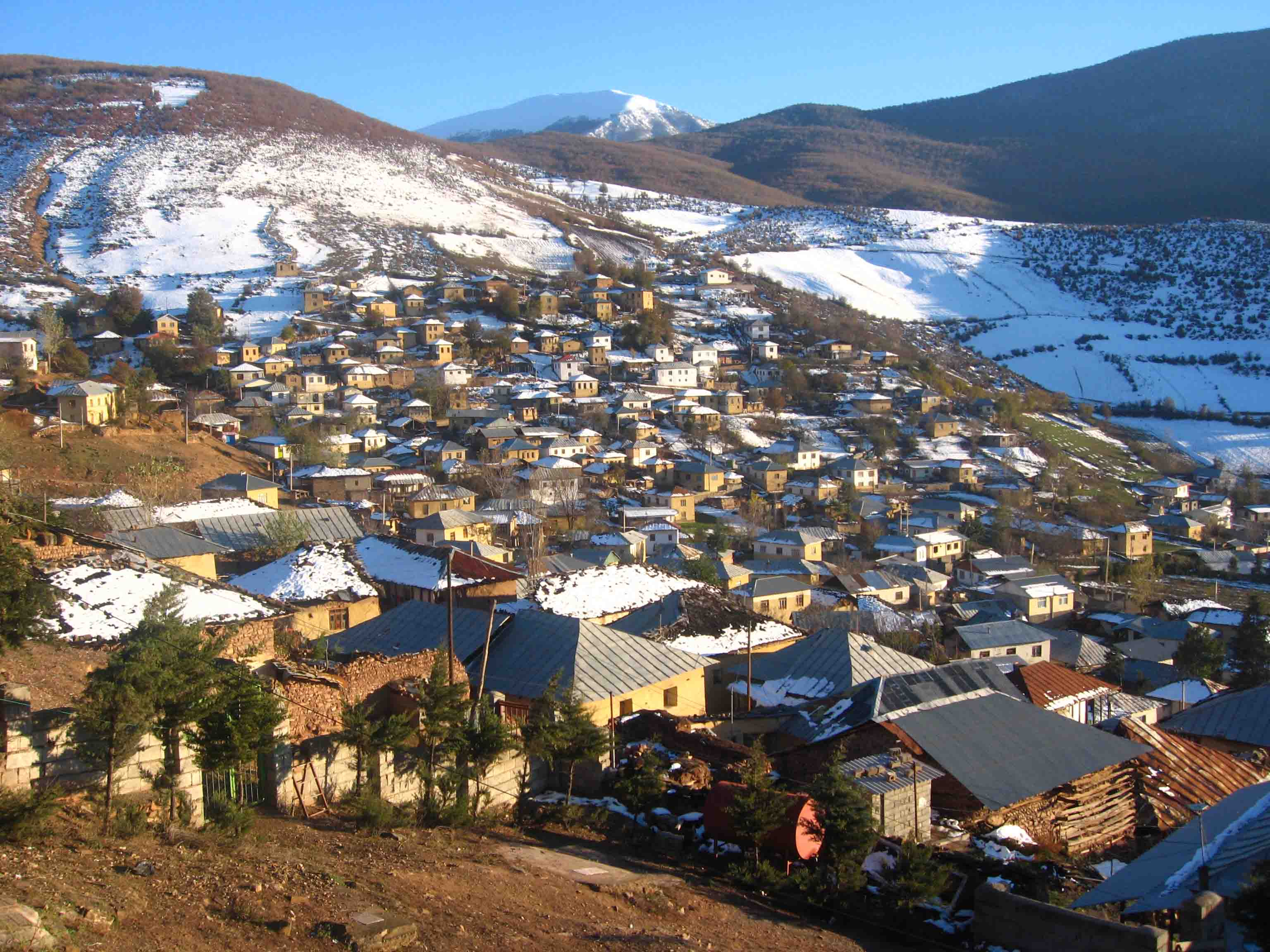
پول در زمستان